# Kazimiera Jaworska
Kazimiera Jaworska (ur. 1959 r.) – polska historyk, specjalizująca się w historii Polski XX wieku, historii Kościoła katolickiego w Polsce oraz historii wychowania; nauczycielka akademicka związana z Papieskim Wydziałem Teologicznym we Wrocławiu i Colegium Witelona Uczelnią Państwową w Legnicy.

## Biografia
Pochodzi z Chojnowa. Jest absolwentką Wydziału Filozoficzno-Historycznego Uniwersytetu Wrocławskiego, na którym uzyskała w 1983 r. magisterium z historii. W 1998 r. na Akademii Teologii Katolickiej w Warszawie zdobyła stopień naukowy doktora nauk humanistycznych w zakresie historii o specjalności historia Kościoła w Polsce, na podstawie pracy pt. Etos społeczeństwa polskiego w czasach saskich w świetle wybranych ówczesnych kazań, której promotorem był ks. prof. Józef Mandziuk. W 2011 r. Rada Wydziału Humanistycznego Uniwersytetu Zielonogórskiego nadała jej tytuł naukowy doktora habilitowanego nauk humanistycznych w zakresie historii o specjalności: historia Polski i powszechna XX w., po pomyślnie zdanym kolokwium habilitacyjnym oraz na podstawie rozprawy nt. Relacje między państwem a Kościołem katolickim w (archi)diecezji wrocławskiej w latach 1956-1974. 
Od lat 90. XX w. jej praca zawodowa związana jest ze szkolnictwem wyższym. Była wykładowcą w powstającej w Legnicy Państwowej Wyższej Szkole Zawodowej im. Witelona na Wydziale Nauk Społecznych i Humanistycznych w Zakład Pedagogiki. Na uczeni tej piastowała także funkcję prorektora ds. dydaktyki i studentów w latach 2003-2011. Poza legnicką PWSZ pracuje naukowo-dydaktycznie na stanowisku profesora nadzwyczajnego w Instytucie Filozofii Chrześcijańskiej i Nauk Społecznych  na Papieskim Wydziale Teologicznym we Wrocławiu. Prowadzi tam zajęcia z historii wychowania oraz systemów pedagogicznych. 

## Dorobek i zainteresowania naukowe
Zainteresowania naukowe Kazimiery Jaworskiej koncentrują się wokół tematyki związanej ze współczesną historią Polski ze szczególnym uwzględnieniem historii Kościoła katolickiego w Polsce oraz historii wychowania. Do jej najważniejszych publikacji należą:
- Etos społeczeństwa polskiego doby saskiej w świetle ówczesnych kazań, Legnica 1999.
- Historia instytucji politycznych, Legnica 2003; współautor: Stanisław Dąbrowski.
- Relacje między państwem a Kościołem katolickim w (archi)diecezji wrocławskiej w latach 1956-1974, Legnica 2009.
- Organizowanie polskich struktur Kościoła katolickiego na Ziemiach Zachodnich i Północnych w latach 1945-1951, Wrocław 2019; redaktor.